# Otto von Preen
Otto von Preen (* 3. Dezember 1579 in Wehnendorf, heute Klein Wehnendorf; † 21. Oktober 1634 in Güstrow) war ein deutscher Jurist und Hofbeamter.

## Leben
Preen ist der Sohn von Heinrich von Preen und dessen Ehefrau Catharina Behr.
Preen genoss seine erste Schulbildung durch Hauslehrer und Hofmeister. Im August 1595 immatrikulierte er sich an der Universität Rostock, wechselte aber schon am 27. September 1595 nach Wittenberg. Hier brach er sein Studium ab und reiste Ende desselben Jahres nach Italien. Die nächsten drei Jahre verbrachte er  an der Universität Padua, der Universität Siena und über ein Jahr im Königreich Neapel. In Padua wurde Preen als Student zum Consiliarius der deutschen Nation gewählt.
Preens Rückkehr nach Deutschland geschah etwa um 1600.
Am 1. September 1608 heiratete Preen Dorothea von Bülow.
1612 ernannte ihn Herzog Johann Albrecht II. von Mecklenburg-Güstrow zum Rat und berief ihn zum Amtshauptmann von Güstrow, Schwaan und Sternberg. Ungefähr sieben Jahre später wurde Preen zum Geheimen Rat und zum Direktor des Staates befördert.
Am 30. September 1627 starb Preens Ehefrau.
Ende Mai des Folgejahres riskierte Preen die Beschlagnahme seiner Güter und folgte seinem Landesherrn ins anhaltische Exil und später weiter nach Lübeck. Deshalb wurde auch Otto von Preen offiziell vom Kaiser geächtet.
Sehr wahrscheinlich wurde Preen am 26. Juni 1628 von Fürst Ludwig I. von Anhalt-Köthen zusammen mit Herzog Johann Albrecht II. und dessen Leibarzt Angelo Sala in die Fruchtbringende Gesellschaft aufgenommen. Der Fürst verlieh Preen den Gesellschaftsnamen der Verborgene und das Motto im trüben Wetter. Als Emblem wurde ihm die Eberwurzel <Carlina acaulis L.> zugedacht. Im Köthener Gesellschaftsbuch findet sich Preens Eintrag unter der Nr. 159.
Am 31. Januar 1630 heiratete er in zweiter Ehe August Adelheid von Münchow.
Die politische Zusammenarbeit von Herzog Johann Albrecht II. und dessen Bruder Herzog Adolf Friedrich I. von Mecklenburg-Schwerin mit König Gustav Adolf von Schweden ermöglichte es Otto Preen, 1631 nach Güstrow zurückzukehren. Kurze Zeit später kam er dann auch wieder in den Besitz seiner Güter.
Am 31. Oktober 1634 starb Otto von Preen überraschend an einem Schlaganfall in Güstrow.
Von seinen Kindern wurde Adolf Friedrich von Preen Superintendent in Neubrandenburg.